# RIS Científica
R.I.S. Científica s una sèrie de televisió coproduïda per Videomedia i la cadena espanyola Telecinco i emesa per aquesta última. És una adaptació de la sèrie italiana R.I.S. Delitti imperfetti, al seu torn inspirada en la producció estatunidenca CSI.
Es va estrenar el 23 de setembre de 2007. Els dos primers capítols es van emetre en el prime time dels diumenges, amb una audiència inferior a la mitjana de la cadena, pel que a partir del 9 d'octubre passa a emetre's els dimarts a les 22.00. El 18 de desembre es va emetre l'últim capítol, sense anunciar-se la seva renovació per a una segona temporada.

## Argument
Sèrie policial d'acció i suspens que arrenca amb l'arribada d'Ana Galeano a la brigada de Ricardo Ventura, un grup especial de la policia científica especialitzat en l'anàlisi de l'escena del crim. En cada capítol s'enfronten a la resolució de diversos casos d'assassinat. A més, durant tota la sèrie es manté una trama de continuïtat, protagonitzada per un misteriós i sàdic assassí de criminals, anomenat Unabomber, la sorprenent identitat del qual no és revelada fins a l'últim capítol.

## Personatges
- Ricardo Ventura (José Coronado) és el nou cap de la Unitat especial de la policia científica, després de substituir en el càrrec a Cuevas.
- Ana Galeano (Irene Montalà), és l'especialista informàtica, acabada d'incorporar a la Unitat.
- David Conde (Ismael Martínez), expert en balística de la Unitat.
- Claudia Barrea (Belén López), és la mèdica forense de la Unitat. Manté amb Ventura una relació sense lligams per la qual cap dels dues aposta molt.
- Martín Orce (Carlos Leal), és el químic i biòleg de la Unitat.
- Damián Bermejo (Pedro Casablanc), és un policia veterà, expert en interrogatoris.
- Guillermo Cuevas (Juan Fernández) és el creador d'aquesta Unitat especial de la policia. Després de vint anys com a cap, és forçat pels seus superiors a jubilar-se anticipadament a causa d'una malaltia degenerativa, fet que serà punt de partida per a exterioritzar el seu costat fosc.

## Episodis i audiències
Llista de capítols de la primera temporada (les dates i dades d'audiència fan referència a la primera emissió a Espanya):
| Temporada | Temporada | Episodis | Estrena                | Final                  | Audiència mitjana | Audiència mitjana | Audiència mitjana |
| Temporada | Temporada | Episodis | Estrena                | Final                  | Espectadors       | Quota             |                   |
| --------- | --------- | -------- | ---------------------- | ---------------------- | ----------------- | ----------------- | ----------------- |
|           | 1         | 13       | 23 de setembre de 2007 | 18 de desembre de 2007 | 2 337 000         | 15,0%             |                   |

| Capítol | Títol original     | Dia d'emissió          | Espectadors | Share |
| ------- | ------------------ | ---------------------- | ----------- | ----- |
| 1       | Bella de noche     | 23 de setembre de 2007 | 2 841 000   | 17,2% |
| 2       | Sangre y vino      | 30 de setembre de 2007 | 2 864 000   | 17,1% |
| 3       | Triángulo          | 9 d'octubre de 2007    | 2 557 000   | 14,9% |
| 4       | Billete de vuelta  | 16 d'octubre de 2007   | 2 626 000   | 14,5% |
| 5       | Ojo por ojo        | 23 d'octubre de 2007   | 2 643 000   | 15,7% |
| 6       | Miedo escénico     | 30 d'octubre de 2007   | 2 375 000   | 14,7% |
| 7       | Cuestión de tiempo | 6 de novembre de 2007  | 2 281 000   | 13,3% |
| 8       | Héroes             | 13 de novembre de 2007 | 2 351 000   | 15,1% |
| 9       | Déjà-vu            | 20 de novembre de 2007 | 2 371 000   | 14,6% |
| 10      | Cobarde            | 27 de novembre de 2007 | 2 051 000   | 12,8% |
| 11      | El lado oscuro     | 4 de desembre de 2007  | 2 062 000   | 14,0% |
| 12      | Certeza            | 11 de desembre de 2007 | 2 096 000   | 13,3% |
| 13      | Justicia           | 18 de desembre de 2007 | 1 270 000   | 17,3% |

## Premis
- XVII Premis de la Unión de Actores
  - Belén López candidata al Premi a Millor actriu secundària de televisió.